# Matt Aitch
Matthew Alexander "Matt" Aitch Jr. (St. Louis, Misuri, 21 de septiembre de 1944 -Lansing, Míchigan,4 de abril de 2007) fue un jugador de baloncesto estadounidense que disputó una temporada en la ABA. Con 2,01 metros de estatura, jugaba en la posición de ala-pívot.

## Trayectoria deportiva

### Universidad
Jugó dos temporadas en el Community College de Moberly Area, siendo en ambas el máximo reboteador del equipo, promediando 13,2 y 13,9 rebotes por partido respectivamente, y acabando como segundo mejor reboteador de la historia del centro, sólo superado por McCoy McLemore.
En 1965 fue transferido a los Spartans de la Universidad Estatal de Míchigan, donde jugó dos temporadas más, promediando en la última 16,3 puntos y 9,2 rebotes por partido, lo que le valió para ser incluido en el segundo mejor quinterto de la Big Ten Conference.

### Profesional
Fue elegido en el puesto 165 del Draft de la NBA de 1967 por Detroit Pistons, y también en la primera ronda del draft de la ABA por los Dallas Chaparrals, pero fichó finalmente por los Indiana Pacers. Allí jugó una temporada, en la que promedió 5,6 puntos y 3,6 rebotes por partido.
Tras retirarse, fue entrenador asistente en su alma mater, la Universidad Estatal de Míchigan durante 4 temporadas.

## Estadísticas de su carrera en la ABA

### Temporada regular
| Temporada | Edad | Equipo         | Liga | Pos. | P  | TIT | MIN  | TC  | TCA | %TC  | 3P  | 3PA | %3P  | 2P  | 2PA | %2P  | TL  | TLA | %TL  | REB | ASIS | PER | FP  | PTS |
| 1967-68   | 23   | Indiana Pacers | ABA  | PF   | 45 |     | 14.2 | 2.2 | 5.5 | .405 | 0.0 | 0.0 | .000 | 2.2 | 5.4 | .408 | 1.2 | 1.7 | .675 | 3.6 | 0.4  | 0.8 | 1.5 | 5.6 |
| Total     |      |                | ABA  |      | 45 |     | 14.2 | 2.2 | 5.5 | .405 | 0.0 | 0.0 | .000 | 2.2 | 5.4 | .408 | 1.2 | 1.7 | .675 | 3.6 | 0.4  | 0.8 | 1.5 | 5.6 |

### Playoffs
| Temporada | Edad | Equipo         | Liga | Pos. | P | TIT | MIN | TC  | TCA | %TC  | 3P  | 3PA | %3P | 2P  | 2PA | %2P  | TL  | TLA | %TL | REB | ASIS | PER | FP  | PTS |
| 1968      | 23   | Indiana Pacers | ABA  | PF   | 2 |     | 2.0 | 1.0 | 2.0 | .500 | 0.0 | 0.0 |     | 1.0 | 2.0 | .500 | 0.0 | 0.0 |     | 0.0 | 0.0  | 0.5 | 0.0 | 2.0 |
| Total     |      |                | ABA  |      | 2 |     | 2.0 | 1.0 | 2.0 | .500 | 0.0 | 0.0 |     | 1.0 | 2.0 | .500 | 0.0 | 0.0 |     | 0.0 | 0.0  | 0.5 | 0.0 | 2.0 |